# .44-40 Winchester
El .44-40 Winchester, también conocido como .44 Winchester, .44 WCF (Winchester Center fire) y .44 Largo (en países de habla hispana) fue introducido al mercado por Winchester Repeating Arms Company en 1873, siendo el primer cartucho de percusión central metálico fabricado por Winchester, el cual se promocionó como la recámara estándar para el nuevo rifle Winchester Modelo 1873 . Tanto para rifle como para revólver, pronto se volvió tan popular que el rifle Winchester Modelo 1873 se conoció como "El arma que ganó el Oeste".

## Historia
Cuando Winchester lanzó el nuevo cartucho, muchas otras compañías recamararon sus armas para el nuevo calibre; Remington y Marlin lanzaron sus propios rifles y pistolas con recámara, y Colt ofreció una recámara alternativa en su popular revólver Single Action Army en un modelo conocido como Colt Frontier Six-Shooter; mientras que Smith & Wesson comenzó a lanzar su nuevo modelo Smith & Wesson. 3 en calibre .44-40. Los pobladores, las autoridades y los vaqueros apreciaron la conveniencia de poder llevar un solo calibre de munición que podían disparar tanto con arma corta como con carabina. Tanto para uso policial como en la caza, el .44-40 se convirtió en el cartucho más popular en los Estados Unidos y, hasta el día de hoy, tiene la reputación de haber abatido más ciervos que cualquier otro, excepto el .30-30 Winchester .
Para 1942, los cartuchos más modernos casi habían eclipsado al .44-40, pero recuperó cierta popularidad en las décadas de 1950 y 1960 cuando Colt comenzó una vez más a fabricar los revólveres Single Action Army y Frontier. Más recientemente, el .44-40 ha tenido un resurgimiento debido a la popularidad de la silueta metálica y los disparos de acción de vaquero, lo que inspiró la introducción de una baja velocidad, la bala de fábrica más pesada jamás disponible para el cartucho.